# American Academy of Child and Adolescent Psychiatry
L'American Academy of Child and Adolescent Psychiatry (AACAP) est une association professionnelle à but non lucratif 501(c)(3) aux États-Unis qui se consacre à faciliter les soins psychiatriques pour les enfants et les adolescents. L'Académie a son siège à Washington, DC,. Différents niveaux d'adhésion sont disponibles pour les médecins spécialisés en pédopsychiatrie ou pédiatrie, ainsi que pour les étudiants en médecine intéressés par le domaine, aux États-Unis et à l'étranger.
Fondée en 1953 sous le nom d'American Academy of Child Psychiatry (AACP), elle est devenue l'American Academy of Child and Adolescent Psychiatry (AACAP) en 1989.

## Publications
Depuis 1962, l'AACAP publie une revue mensuelle, Journal of the American Academy of Child and Adolescent Psychiatry (en) (JAACAP),.